# Glen Davis
Glen Davis är en ort i Australien. Den ligger i kommunen Lithgow och delstaten New South Wales, i den sydöstra delen av landet, omkring 120 kilometer nordväst om delstatshuvudstaden Sydney.
Runt Glen Davis är det mycket glesbefolkat, med 3 invånare per kvadratkilometer.. Det finns inga andra samhällen i närheten. 
I omgivningarna runt Glen Davis växer i huvudsak städsegrön lövskog. Genomsnittlig årsnederbörd är 1 098 millimeter. Den regnigaste månaden är februari, med i genomsnitt 212 mm nederbörd, och den torraste är juli, med 27 mm nederbörd.